# Roberto Ago
Roberto Ago (1907 — 1995) foi professor italiano, catedrático de direito internacional na Universidade estatal de Milão e na Universidade La Sapienza de Roma. 
Foi também Juiz no Tribunal Internacional de Justiça (1979-1995), membro da Comissão de Direito Internacional da Organização das Nações Unidas – ONU (1957-1978), presidente do Institut de Droit International (1992-1993) e do Curatorium da Academia de Direito Internacional de Haia (1979-1993), presidente da Conferência de Viena sobre o Direito dos Tratados (1968-1969).

## Influência
É considerado o fundador da Escola de direito internacional de Milão, que atualmente tem continuidade através dos seus alunos e dos alunos dos seus alunos. Herdeiros do seu patrimônio intelectual, em primeira linha, os discípulos, Piero Ziccardi, Mario Giuliano, Alessandro Migliazza. Logo após, os alunos destes: Giorgio Sacerdoti, Gabriella Venturini, Manlio Frigo, Fausto Pocar, Bruno Nascimbene, Riccardo Luzzatto, Alberto Santa Maria, Tullio Treves, Tullio Scovazzi.

## Obra
Entre os seus principais escritos:
- Studi di diritto internazionale privato (Rapporti di famiglia, di obbligazione e di succesione), Padova, 1932.
- Teoria del diritto internazionale privato. Parte generale, Padova, 1934.
- Règles générales des conflits de lois, in Recueil des cours, 1936, IV.
- Illecito commissivo e illecito omissivo in diritto internazionale, in Diritto internazionale, 1938.
- Lezioni di diritto internazionale privato. Parte generale, Milano, 1939 (com novas tiragens em 1948, 1950, 1952, 1955, 1957).
- Le délit international, in Recueil des cours, 1939, II, p. 415-554.
- Lezioni di diritto internazionale, Milano, 1943.
- Scienza giuridica e diritto internazionale, Milano, 1950.
- Diritto positivo e diritto internazionale, Comunicazioni e Studi, VII, Milano, 1955.
- La phase finale de l’oeuvre de codification du droit international. Annuaire de la Commission de droit international, 1968, II.
- Droit de traités à la lumière de la Convention de Vienne, Recueil des Cours, 1971.
- Scritti sulla responsabilità internazionale degli Stati, Napoli, 1986
- Riflessioni sulla codificazione del diritto internazionale. Comunicazioni e Studi, XIX-XX, 1992